# 抗激素療法
抗激素療法（英語：Antihormone therapy）是一種荷爾蒙療法。與刺激激素活性的激素替代療法相比，抑制選定的激素及其作用。抗激素療法通常通過拮抗其功能（使用激素拮抗劑）並且有時通過阻止其產生來實現。這可以通過藥物，放射或甚至手術來完成。某些激素的抑制可能對患有某些癌症的患者有益，因為某些激素會促進或幫助腫瘤的生長。在與性器官有關的癌症中尤其如此。